# Majn
Majn (ros. Майн) – rzeka w azjatyckiej części Rosji, w Czukockim Okręgu Autonomicznym; najdłuższy z prawych dopływów Anadyru; długość 475 km; powierzchnia dorzecza 32 800 km².
Wypływa z niewielkiego Jeziora Majnskiego w Górach Penżyńskich, płynie w kierunku północno-wschodnim, w dolnym biegu dzieli się na odnogi.
Zasilanie śniegowo-deszczowe; zamarza od października do końca maja.